# Saint-Amarin
Saint-Amarin (deutsch Sankt Amarin) ist eine französische Gemeinde mit 2184 Einwohnern (Stand 1. Januar 2022) im Département Haut-Rhin in der Region Grand Est (bis 2015 Elsass). Sie gehört zum Arrondissement Thann-Guebwiller sowie zum Kanton Cernay und ist Sitz des Kommunalverbandes Vallée de Saint-Amarin.

## Geographie
Die Gemeinde im Regionalen Naturpark Ballons des Vosges liegt im Thurtal in den Vogesen, etwa 30 Kilometer von Mülhausen entfernt.
Nachbargemeinden von Saint-Amarin sind Lautenbachzell im Norden, Geishouse im Osten, Moosch im Südosten, Malmerspach im Süden, Mitzach im Südwesten sowie Ranspach im Westen. Die Siedlungen von Malmerspach und Ranspach sind mit Saint-Amarin inzwischen zusammengewachsen.

## Geschichte
Im 7. Jahrhundert gründete der Mönch Amarinus († 676) ein Kloster und nannte es Doroangus. Um das Kloster entwickelte sich eine kleine Siedlung, die wie das ganze Thurtal Ende des 9. Jahrhunderts Eigentum des Klosters Murbach wurde. 1135 wurde Sanctus Amarinus das erste Mal erwähnt. Eine Klosterkirche wurde zwischen 1050 und 1100 errichtet. Bis zur Französischen Revolution 1789 gehörte der Ort zum Amt Sankt Amarin (Vogtei Sankt Amarin) der Fürstabtei Murbach, war dessen Verwaltungsmittelpunkt und entwickelte sich als einzige Gemeinde im ganzen Amtsbezirk zur Stadt.
Der Dreißigjährige Krieg dezimierte die Bevölkerung erheblich. Die einsetzende Industrialisierung Ende des 18. Jahrhunderts führte dazu, dass viele Bewohner gleichzeitig Handwerker und Bauern waren, die Landwirtschaft also nur noch im Nebenerwerb betrieben. Diese Phase war in den 1950er Jahren beendet.
Von 1871 bis zum Ende des Ersten Weltkrieges gehörte Sankt Amarin als Teil des Reichslandes Elsaß-Lothringen zum Deutschen Reich und war dem Kreis Thann im Bezirk Oberelsaß zugeordnet.
Bevölkerungsentwicklung
| Jahr      | 1910 | 1962 | 1968 | 1975 | 1982 | 1990 | 1999 | 2007 | 2017 |
| --------- | ---- | ---- | ---- | ---- | ---- | ---- | ---- | ---- | ---- |
| Einwohner | 2203 | 1982 | 2013 | 2035 | 2305 | 2400 | 2440 | 2464 | 2262 |

## Kultur und Sehenswürdigkeiten

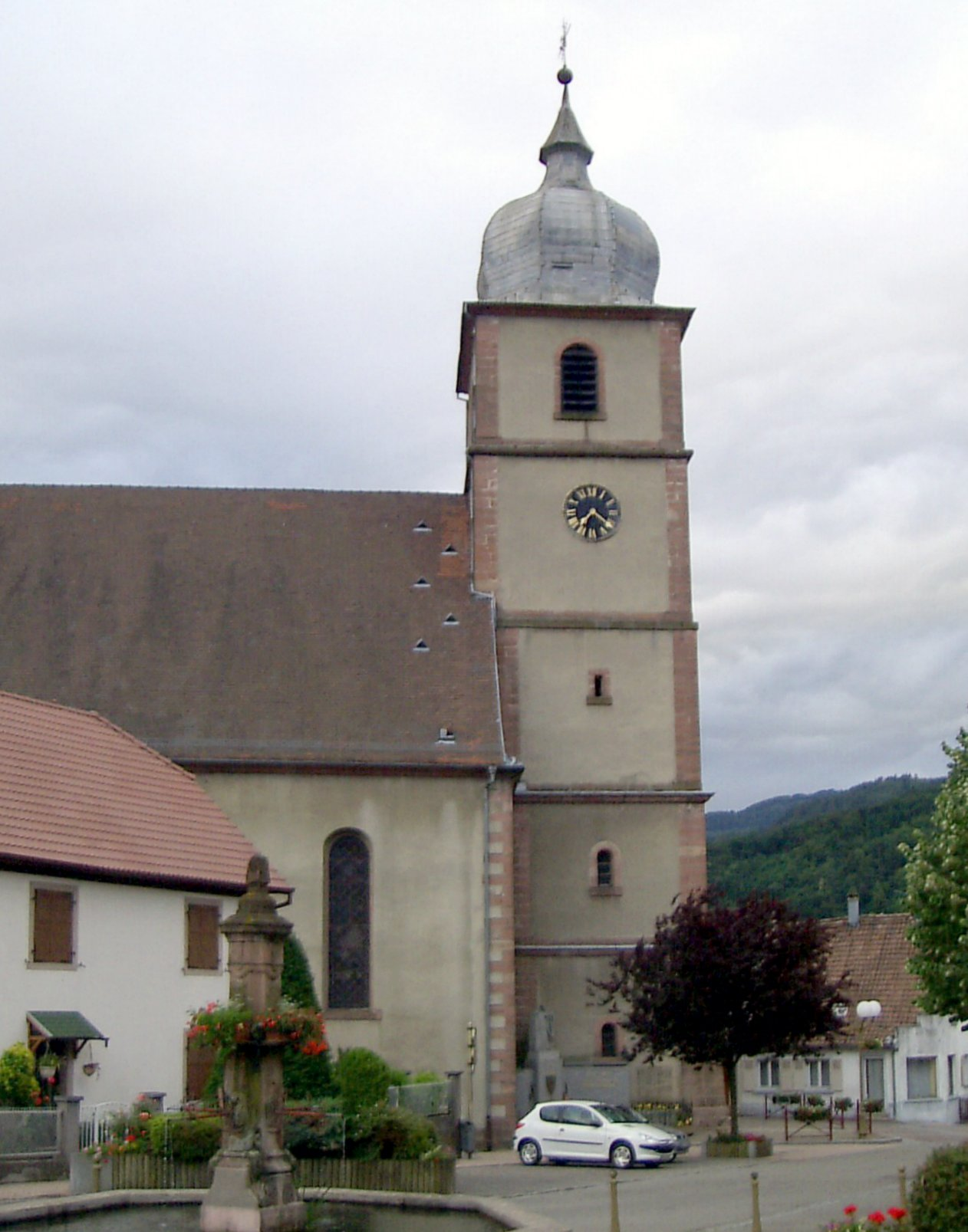
Kirche Saint-Projet

- Die heutige Kirche stammt aus dem Jahr 1758.
- Von Schloss Friedburg aus dem 13. Jahrhundert sind nur noch Ruinen zu sehen.
- Das Musée Serret (im Gebäude des früheren Amtsgerichts Sankt Amarin) zeigt Exponate zur Geschichte des Ortes und seiner Umgebung sowie Werke regionaler Künstler und ist während der Sommermonate nachmittags (außer am Dienstag) geöffnet. Es ist nach dem französischen General Marcel Serret benannt.

## Persönlichkeiten
- Catherine Lefèbvre (1753–1835), Wäscherin in Saint-Amarin, Herzogin von Danzig
- Robert Großmann (1884–1938), geboren in Saint-Amarin, Verwaltungsjurist, Landrat in Neuwied